# Romernes Konge
Romernes Konge (latin: Rex Romanorum) var i middelalderen en titel brugt af herskeren i det tysk-romerske rige, efter at de var kåret af kurfyrstekollegiet, men før de blev kronet til kejser af paven. Titlen blev fra 1508 i stedet brugt om en arving til kejsertronen, mens kejseren stadig var i live. I nyere litteratur anvendes Tysk-romersk konge eller Konge af Tyskland ofte synonymt med Romernes Konge, for at skelne denne titel fra kejser af Romerriget og kejseren af det tyske kejserrige (formet 1871).
Titlen var af verdslig og af en vis religiøs betydning. Den forudsatte en kroning af paven, og ikke alle, der blev valgt til Romernes Konge, blev kronet til kejser. Efter kroningen som kejser (og nogle gange før) blev titlen udvidet med det semper Augustus ("altid Augustus" eller "altid ophøjet") fra latin: augere: at vokse).

## Historie

### Baggrund
Først i 1000-tallet begyndte Det Østfrankiske Rige at blive kaldt Kongeriget Tyskland. Ved Henrik 4.s kåring til rigets hersker, fik han titlen Romernes Konge for at markere hans ret til at blive kronet til kejser af paven. Under investiturstridenen kaldte pave Gregor 7. i stedet Henrik 4. Tyskernes Konge (latin: Teutonicorum Rex) for at markere, at kravet var begrænset til de tyske lande og ikke omfattede hele riget. Konflikten fortsatte, og Henrik 4. insisterede på at blive tituleret Romernes Konge', til han blev kronet af modpaven Clemens 3. i 1084. Det lagde grunden til traditionen: Romernes Konge efter kongekåringen og Romersk Kejser efter kroningen.

### Middelalderen
Processen for kongevalg var uklar frem til 1300-tallet og gav anledning til flere tronfølgestridigheder, men med Den Gyldne Bulle i 1356 blev processen fastslået, og syv rigsfyrster fik permanent stemmeret. De bestred de højeste embeder i riget. Efter et kongevalg blev den valgte konge kronet i Domkirken i Aachen af ærkebiskoppen af Køln.

### Senere anvendelse
I 1508 tillod pave Julius 2., at den kårede konge Maximilian 1. antog titlen Valgt Romersk Kejser (latin: Electus Romanorum Imperator) uden at være kronet i Rom. Det lagde grunden til, at kroningsceremonien helt blev afskaffet. Herefter blev Romernes Konge udelukkende brugt om den arving til kejsertronen, der blev valgt, mens kejseren stadig var i live, og som antog kejsertitlen direkte ved succession.

## Oversigt over Romernes Konger og Tysk-romerske kejsere

### Karolingerne
- Karl 1. den Store (Konge 768, Kejser 800–814)
- Ludvig den Fromme (Konge 814, kejser 816–840)
- Lothar 1. (Konge 843–855)
- Ludvig 2. (Italien) (Konge 855–875)
- Karl 2. den Skaldede (Konge 843 af Vestfranken, kejser 875–877)
- Karl 3. den Tykke (Konge 882–887 af Østfranken, kejser 881–888)
- Arnulf af Kärnten (Konge 887 af Østfranken kejser 896–899)
- Ludvig (4.) Barnet (Konge 900–911 af Østfranken)

### Konradinerne
Nedstammer fra Ludvig den Fromme
- Konrad 1. af Franken (Konge 911–918 af Østfranken)

### Liudolfingerne
Nedstammer fra Arnulf
- Henrik Fuglefænger (Konge 919–936)
- Otto den Store (Konge 936, kejser 962–973)
- Otto 2. (Konge 961, kejser 973–983)
- Otto 3. (Konge 983, kejser 996–1002)
- Henrik 2. den Hellige (Konge 1002, kejser 1014–1024)

### Salierne
Nedstammer fra Konrad 1.
- Konrad 2. (Konge 1024, kejser 1027-1039)
- Henrik 3. (Konge 1028, kejser 1046–1056)
- Henrik 4. (Konge 1054, kejser 1084-1106)
  - Rudolf af Rheinfelden (modkonge 1077-1080)
  - Hermann af Salm (modkonge 1081-1088)
- Henrik 5. (Konge 1099, kejser 1111-1125)

### Süpplinburg-dynastiet
Beslægtet til Henrik 3.
- Lothar 3. (Konge1125, kejser 1133-1137)

### Hohenstauferne
Nedstammer fra Henrik 4. 
- Konrad 3. af Franken (Konge 1138–1152)
- Frederik 1. Barbarossa (Konge 1152, kejser 1155–1190)
- Henrik 6. (Konge 1190, kejser 1191–1197)
- Filip af Schwaben (Konge 1198–1208)

- Frederik 2., (Konge 1212, kejser 1220–1250)
  - Henrik Raspe, modkonge 1246–1247
- Konrad 4., (Konge 1250–1254)

### Forskellige slægter /Grevekonger
- Otto 4. af Welf (Konge 1198 sammen med Filip af Schwaben, kejser 1209–1218)
- Vilhelm 2. af Holland (Konge 1254–1256)
- Richard af Cornwall (Konge 1257–1272)
- Alfons 10. af Kastilien (Konge 1247–1273)
- Rudolf 1. af Tyskland af Habsburg (Konge 1273–1291
- Adolf af Nassau (Konge 1292-1298)
- Albrecht 1. af Habsburg (Konge 1298–1308)

- Henrik 7. af Luxemburg (Konge 1308, kejser 1312–1313)
- Ludvig 4. af Bayern af Wittelsbach (konge 1314, kejser 1328–1347)
  - Frederik 3. af Habsburg (modkonge 1314–1330)
- Karl af Luxemburg (Konge 1347, kejser 1355–1378)

- Wenzel 4. af Luxemburg, Konge (1378–1400)
- Ruprecht af Pfalz, Wittelsbach, Konge (1401–1410)
- Jobst af Mähren Konge (1410–1411)
- Sigismund af Luxemburg (Konge 1410, kejser 1433–1437)

### Huset Habsburg
Fra Ferdinand 1. blev Romernes konge med det samme også tysk-romerske kejser
- Albrecht 2. (Konge 1438–1439)
- Frederik 3. (Tysk-romerske rige) (Konge fra 1440, kejser 1452–1493)
- Maximilian 1. (Konge 1486, kejser 1508–1519)
- Karl 5. (Konge 1519 kejser 1530–1556), sidste kejser, som blev kronet af paven
- Ferdinand 1. (1556–1564)
- Maximilian 2. (1564–1576)
- Rudolf 2. (1576–1612)
- Matthias (1612–1619)
- Ferdinand 2. (1619–1637)
- Ferdinand 3. (1637–1657)
- Leopold 1. (1658–1705)
- Josef 1. (1705–1711)
- Karl 6. (1711–1740)

### Huset Wittelsbach
- Karl 7. af Bayern (1742–1745)

### Huset Habsburg-Lothringen
- Frans 1. Stefan (1745–1765)
- Josef 2. (1765–1790)
- Leopold 2. (1790–1792)
- Frans 2. (1792–1806)

## Lignende titler
Romernes Konge var også den titel, frankerne gav til Syagrius, en romersk general som herskede over det nordlige Gallien i det sene 5. århundrede.
På Napoleons tid blev titlen Kongen af Rom brugt om Napoleons søn.